# 荷花市场
參數所指定的目標頁面不存在，建議更正成存在頁面或直接建立下列一個頁面（建立前請先搜尋是否有合適的存在頁面可以取代）：
- 荷花市场 (深圳)

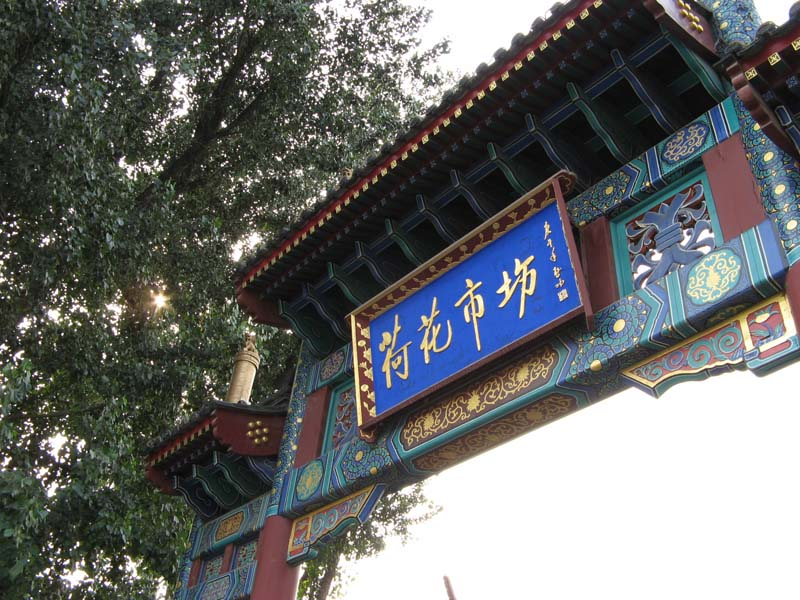
荷花市场南端的仿古牌楼

荷花市场位于今什刹海前海西岸，如今是什刹海茶艺酒吧街。

## 简介

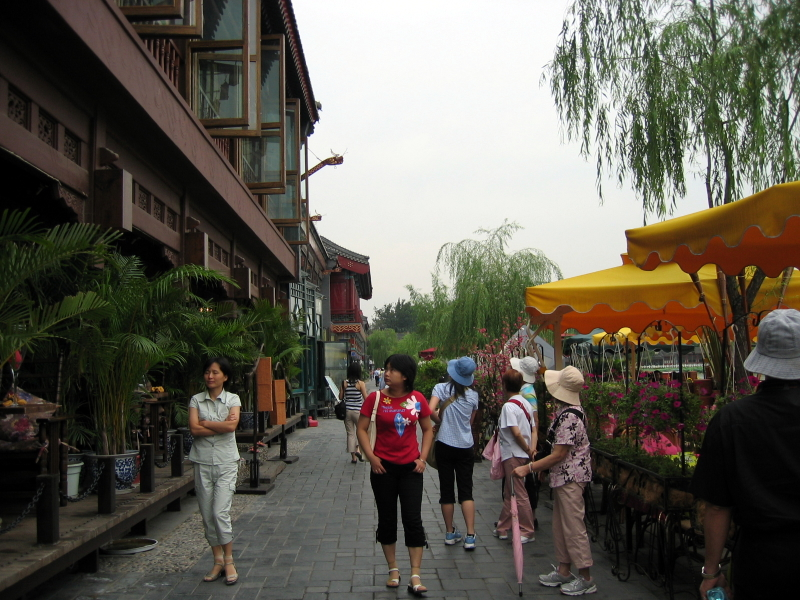
荷花市场的仿古建筑

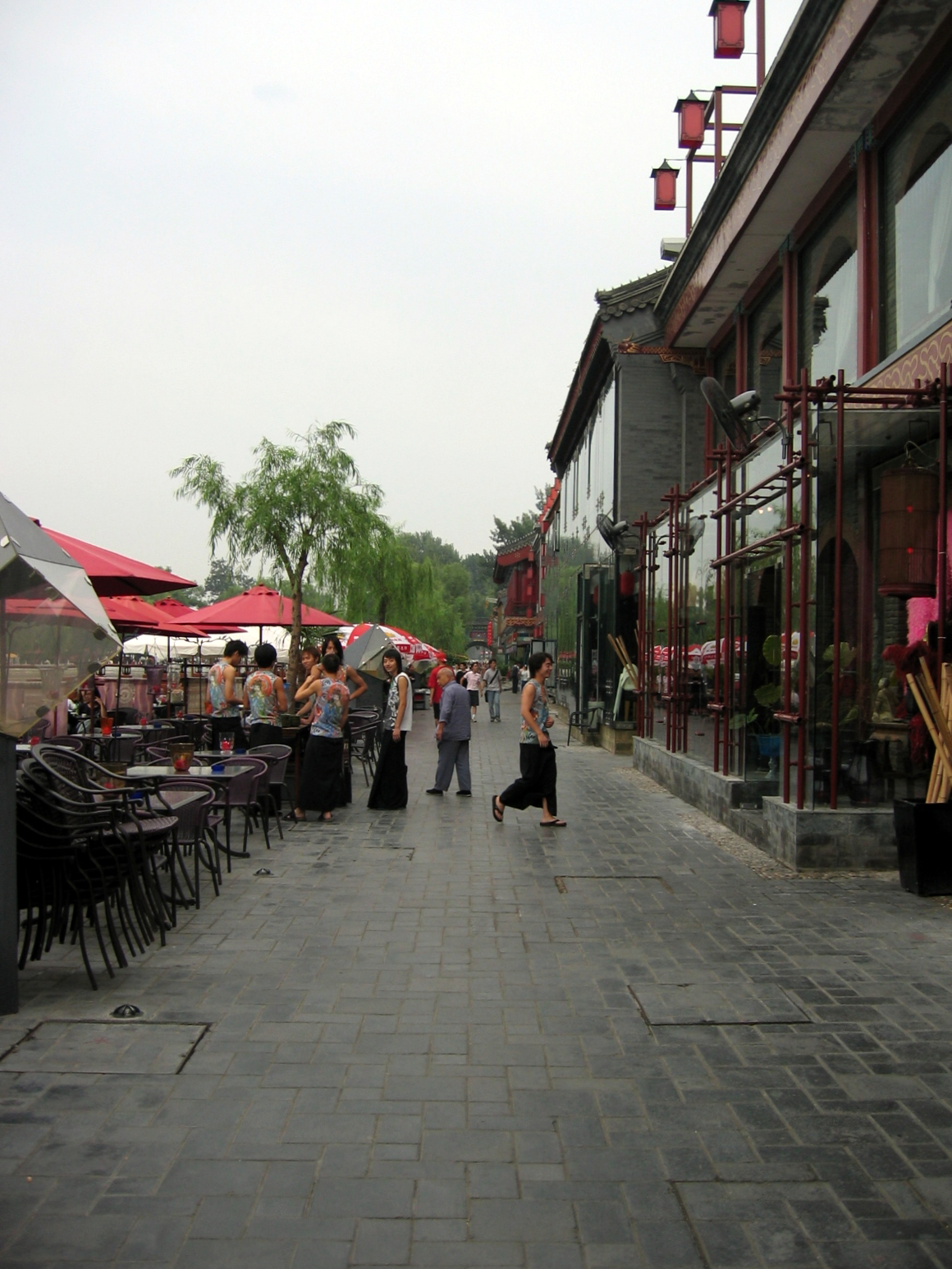
荷花市场

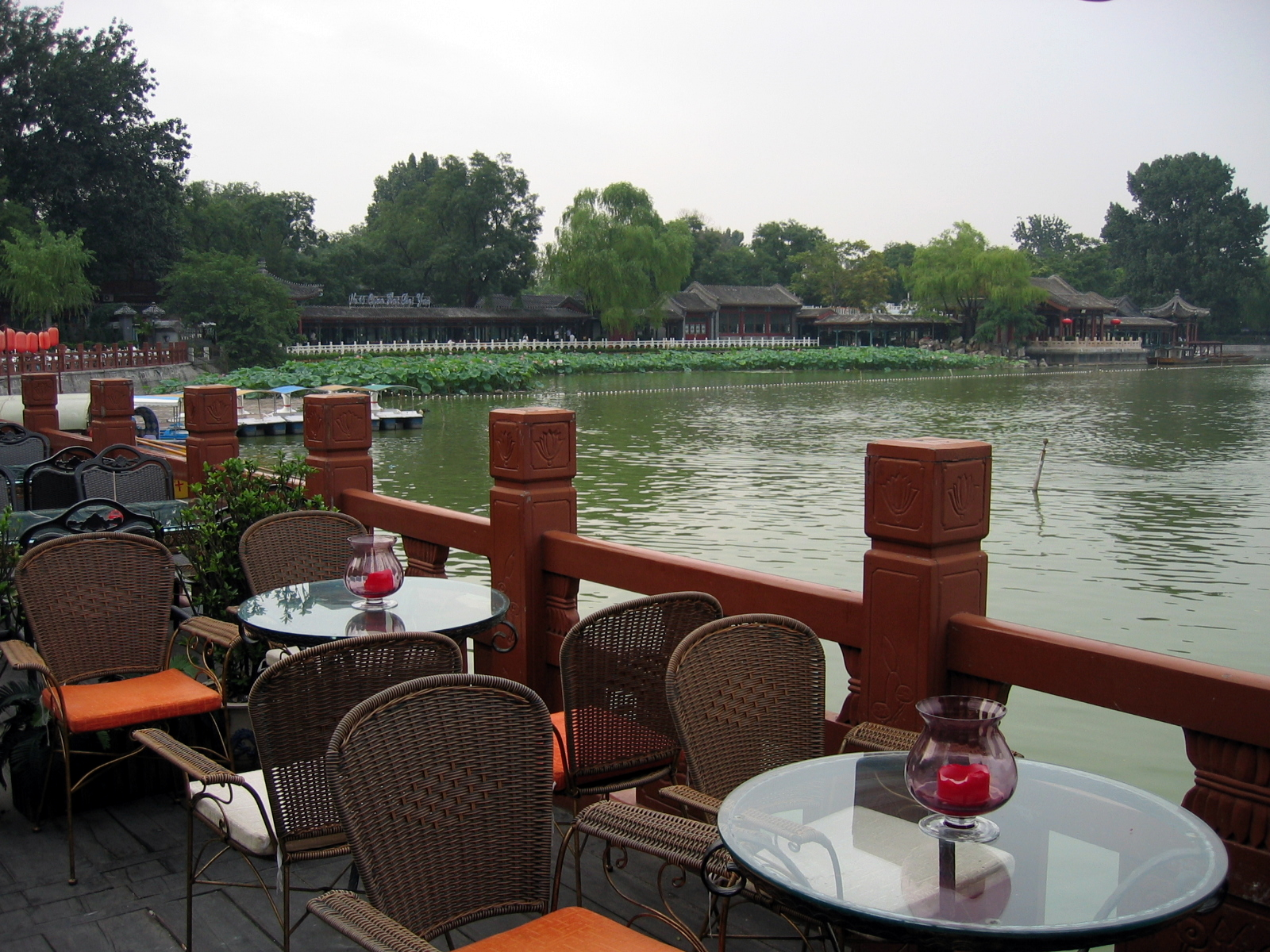
荷花市场的木栈桥

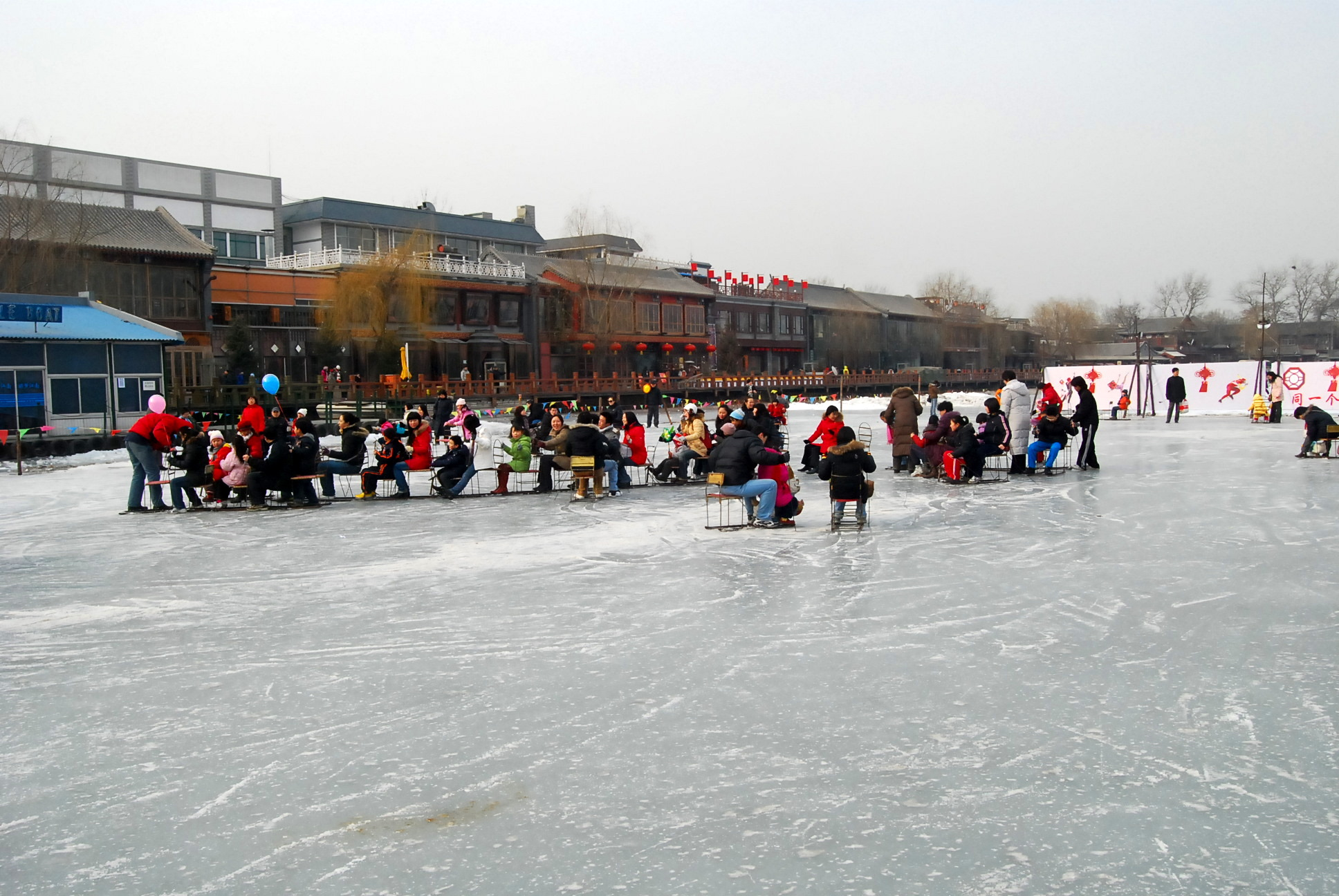
冬季前海中的滑冰车者，远处为荷花市场

荷花市场形成于清朝末年，每年农历五月初一至七月十五开市，主要经营河鲜及风味小吃，此时前海荷花开放，故该市场俗称“荷花市场”。该市场是老北京平民的消夏之地，为季节性市场，曾经十分兴盛。1949年北平和平解放前，荷花市场已经趋于萧条。中华人民共和国成立后，荷花市场逐渐消失。
1984年，在什刹海景区总体规划的编制过程中，规划了荷花市场。经过初步治理，1990年8月1日，荷花市场重新开业，以经营中式小吃为主。1996年，荷花市场更名为“什刹海古玩市场”，主要经营内容改为古玩旧货。1998年，北京什刹海文化发展公司在荷花市场开业，发展什刹海“水上游”项目。
2001年，荷花市场复建为一至二层仿古建筑，总建筑面积3752平方米，邻水一侧则辟出木栈桥。2005年，荷花市场被北京市商务局命名为 “什刹海茶艺酒吧特色商业街”。